# Guido Giacomelli
Guido Giacomelli (Sondalo, 5 settembre 1980) è uno scialpinista italiano.

## Biografia
Nato a Sondalo, è residente in Valdisotto, nella frazione di Cepina, in Alta Valtellina. Ha gareggiato per lo Sci Club Valtellina. È stato un atleta della nazionale italiana di sci alpinismo.
Ha vinto la classifica generale della Coppa del Mondo nel 2006, un campionato mondiale e un europeo.

## Palmarès
- Mondiali

Val d'Aran 2004: argento nella staffetta;
Provincia di Cuneo 2006: oro nella staffetta;
Portes du Soleil 2008: oro nella lunga distanza; argento nella gara a squadre;
- Europei

Andorra 2005: oro nell'individuale; oro nella staffetta;
Avoriaz 2007: bronzo a squadre;
Alpago 2009: argento a squadre;